# 이동욱 (배우)
이동욱(1981년 11월 6일 ~ )은 대한민국의 배우이다.

## 생애
- 서울에서  1남 1녀 중 장남으로 태어났다.
- 맞벌이를 하시는 부모님 슬하에서 자란 이동욱은[1] 유아기 시절부터 연예계 진출 제의나 추천을 많이 받았다.[2]

집이 넉넉한 형편은 아니어서 어릴 때 집안의 경제적인 문제로 여동생이 시골에서 잠깐 혼자 지냈었다. 이러한 어릴 적 기억으로, 여동생을 안쓰럽게 여겨 초등학교를 다니던 시절부터 성인이 될 때까지 여동생을 보살폈다고 한다. 사립 초등학교를 다녔기에 다양한 교육의 기회를 누렸으며, 학교를 들어가서도 꾸준히 연예계의 러브콜이 있었다.

초등학교 5학년때, 집에 불이 나서 반지하로 이사를 가게 되었으며, 아버지의 사업실패도 겹치며 힘든 시절을 겪게 되었다. 그럼에도 불구하고 이동욱의 부모님은 사립 초등학교를 끝까지 마치도록 학비를 지원하는 등 헌신을 아끼지 않았으며, 이동욱은 집안의 사정과 상관없이 항상 소홀함이 없이 보살펴 주신 부모님께 감사한 마음을 인터뷰로 여러 차례 표현하기도 했다. 이와 같이 가족에 대한 사랑이 지극한 이동욱은 데뷔 후에 발생한 연예 활동 수입을 어머니께 맡기고 용돈을 받아 쓰며 저축한 끝에 가족과 함께 살 아파트를 장만하기도 하고, 여동생의 학비부터 결혼 비용까지 지원하기도 하며 장남으로서의 책임감을 드러내기도 했다. 이러한 이동욱에 대해 이동욱의 여동생은 "오빠는 나나 가족들 신경 쓰느라고 하고 싶은 거 많이 못하며 산거 같아. 나 이제 잘 살테니까 더 이상 나랑 가족들 너무 신경 쓰지 말고 오빠도 오빠가 하고 싶은대로 자유롭게 행복하게 살았으면 좋겠다."라고 말하며 이동욱이 게스트로 출연했던 토크쇼에 영상 인터뷰로 등장하여 애틋한 마음을 털어놓기도 했다.
| “ | 6박 7일의 액션 촬영이 끝난 날이 이삿날이었어요. 그땐 힘들어 죽을 뻔했는데…. 그래도 이렇게 완성해놓고 나니 뿌듯해요. 우리 '호구(7세 된 슈나우저)'도 마음껏 뛰어놀 수 있고, 가족 모두 기뻐하니까요. 동생(뮤지컬 배우 이성희) 방에 신경을 많이 썼어요. 몇 년 안에 시집을 갈 텐데, 결혼하면 자기 맘대로 공주처럼 지낼 수 있겠어요? 결혼 전에 마음껏 누리라고, 동생이 원하는 대로 예쁘게 꾸며주고 싶었죠. | ” |
|   | — 인스타일 2007년 3월호 인터뷰 중 |   |

고등학교 3학년인 1999년에 데뷔한 탓에 수능과 촬영이 겹쳐 시험을 포기했고, 1년 간의 재수 생활 끝에 2001년 세종대학교 영화예술학과에 특차 전형으로 입학하였다. 2002년까지 학교를 다니다 배우 활동 때문에 휴학을 하였고, MBC 드라마 《회전목마》가 끝난 후 약 2년만인 2004년에 복학하여 대학 생활을 다시 이어갔으나 바쁜 배우 활동으로 휴학을 다시 할 상황이 왔고, 휴학이 더 이상 불가능해지자 중퇴를 하였다. 2005년에 만학도 신입생으로 새로운 대학교인 중부대학교 언론방송예술학부에 다시 입학하였으나, 이후에도 배우 활동을 계속 하느라 출석일수 문제로 졸업을 하지 못했다. 이에 대해 이동욱은 사회 생활을 일찍 시작한 것에 대한 후회는 없지만 학업에 대한 아쉬움이 남는다고 언급을 하였으며, 이러한 지적 욕구를 스스로 충족하고자 20대 초반부터 여러 분야에 대해 교양 지식을 쌓는 습관을 들이고 있다고 인터뷰에서 밝히기도 했다. 
| “ | Q. 평소에 공부도 많이 하죠? 몇 년 전 <인스타일>에서 두바이에 간 기사를 봤어요. 기사에 나온 이동욱 씨 코멘트가 뭔가 사전에 너무 준비를 많이 한 사람의 말이었어요. 두바이의 역사, 지금 상황, 이런 걸 본인이 다 이야기하던데요. A. 그냥 뉴스 보고 주워듣는 거죠. 그런 걸 놓치기는 싫어하는 것 같아요. 이것도 지적 허영이라고 해야 하나. 좀 읽고 느끼는 분야에 대해 저 나름의 하루 치 할당량 같은 게 있어요. 주요 뉴스나 국제적 화제는 좀 알고 지내려 해요. | ” |
|   | — 에스콰이어 2017년 12월호 인터뷰 중 |   |

 이동욱은 학창 시절 내내 국어 한 과목 만큼은 항상 전교 5등 내에 들고 수능 언어영역에서 120점 만점에 115점을 맞는 등 국어를 잘했으며, 이러한 이유로 중학교를 다닐 때부터 국어 선생님이라는 뚜렷한 장래희망을 갖기도 했다. 이 외에도 초등학교 시절 타인의 생명을 구한다는 점에 끌려 한 때 소방관이 되고 싶기도 했었고, 고교 시절에는 호텔리어를 잠깐 꿈꾸기도 해서 호텔경영학을 배우고자 스위스로 유학을 가려고 나름대로 준비도 해봤었다고 한다. 배우로 데뷔한 후에도 대학교 전공을 직업과 연관있는 원래 전공인 연기에서 연출로 바꿀 생각을 하거나, 시나리오 작가나 영화 감독을 꿈꾸는 등 하고 싶은 것이 많은 청년이었다.
배우를 본격적으로 꿈꾸기 시작한건 고등학교 2학년 때, 숫기 없는 성격을 깨고 싶다는 생각으로 교내 방송반에서 아나운서로 활동을 하면서 부터이다. 직접 원고를 쓴 후 영상 편집도 하고, 8mm 카메라를 들고 길거리 인터뷰를 하면서 사회의 부조리에 관해 흥분하기도 하고, 방송반 선배들이 담력을 키워주겠다며 시킨 지하철에서 노래를 부르기를 수행하는 등 이 시기에 여러 가지 적극적인 활동을 했다고 한다. 이러한 활동이 '배우로서의 가능성을 봤다'라는 건 비약이지만, 최소한 '자신 안에 이런 적극적인 면도 있구나'라는 생각을 하게 된 계기가 되었으며, 마이크 앞에서 자신이 얘기를 했을 때 사람들이 반응하는 게 기분이 좋았다고 한다. 그러다 문득 영화를 볼 때마다 '내 얼굴이 스크린에 나온다면 어떨까'라며 연기자에 대한 막연한 동경을 갖게 되었으며, 고등학교 2학년에서 3학년으로 올라가는 겨울방학 때 남들이 입시학원을 다닐때 부모님께 연기를 하고 싶다고 말씀드렸다고 한다. 당시 이동욱의 아버지는 "연기로 네가 평생 먹고 살 자신이 있는지 생각하고 말해라"라고 단호하게 말씀하셨고, 이동욱은 생각하는 시간이 길면 자신의 마음이 약해지거나 아버지께 믿음을 못줄 것 같아서 하루만에 "자신 있다"라고 대답하였다. 이동욱의 아버지는 이동욱의 결정에 "내가 무엇을 도와줄까"라고 물어보셨고, 그 길로 부모님의 지원으로 'MTM' 연기학원을 다니게 되었다고 한다. 그리고 연예계에 데뷔할 기회는 생각보다 일찍 찾아왔다. 연기학원의 담임선생님이 이동욱 몰래 'V-NESS 전속 모델 선발 대회'에 서류심사 원서접수를 했는데 본선이 합격되었고, 면접을 보러갔는데 최종적으로 그 대회에서 '대상'을 받게 되며 해당 의류 브랜드의 모델로 발탁되었다. 이는 연기학원을 다닌지 불과 약 7개월 만에 이룩한 성과였다.

## 경력

### 1999년-2002년
1999년에 연기학원을 다니던 시절 'V-NESS 전속 모델 선발 대회'에서 '대상'을 수상하며 해당 의류 브랜드의 모델로 활동하게 된 이동욱은 KBS 단막극 《일요베스트 - 훈수》에 단역으로 출연하기도 하며 연기자의 꿈을 키웠다. 배우로 정식 데뷔한 작품은 오디션을 본 후 캐스팅 된 MBC 단막극 《베스트극장 - 길 밖에도 세상은 있어》라는 작품인데 획일적인 교육환경에서 고민하고 갈등하는 청소년의 이야기를 다루는 이 극에서 이동욱은 주인공인 방황하는 고등학생 이성준을 맡게 되었고, 이 인물의 설정이 오토바이를 능숙하게 타는 것이라 운전 연기를 직접 하다가 부상을 입기도 했다.
| “ | 촬영날짜가 코앞으로 다가오자 걱정이 된 이동욱은 정두홍이 하는 액션스쿨로 찾아가 오토바이를 배우기 시작했다. 어느 정도 감을 익혀가던 이동욱은 촬영 전날 오토바이가 아스팔트 바닥에 미끄러지는 사고로 다리에 심한 부상을 입고 말았다. 오토바이를 던져 놓고 몸을 피했으면 무사했을 터이지만 수리비가 걱정이 돼 그대로 오토바이와 함께 아스팔트에 쓸려갔다는 게 이동욱의 설명. 다리에 심한 상처를 입은 이동욱은 병원도 가지 못하고 대충 붕대를 감고 다음날 촬영장에 나갔는데 마침 첫 촬영이 교문을 향해 뛰는 신이었다고. 움직이기도 힘든 상황에서 차마 감독에게 말도 못하고 촬영에 임한 이동욱은 다행히 첫 작품을 마무리 할 수 있었다. | ” |
|   | — 뉴스엔 2007년 1월 12일 기사 중 |   |

 이 작품에서 정극 연기를 처음 해본 이동욱을 인상 깊게 본 '학교 시리즈'의 PD는 KBS 드라마 《학교 2》의 멤버 교체 시기에 이동욱을 캐스팅 하였고, 이동욱은 드라마가 중반을 넘어가는 지점인 32회부터 투입되어 복학생 이강산 역을 맡게 되었다.
2000년에 《학교 2》가 종영을 한 이후에, KBS 드라마본부의 이강현 PD는 이동욱을 눈여겨보다 뒤이어 기획된 《학교 3》에 2년 꿇은 설정으로 다시 이강산 역의 이동욱을 출연시키게 된다. 이강산이라는 캐릭터가 드라마 중간부터 투입되었기 때문에 못다 한 이야기가 있다는 감독의 설명에 이동욱은 좋은 기회라고 생각하여 출연을 확정하였다. 드라마가 2001년에 종영하여 1년 이상 '학교 시리즈'에서 연기하는 동안 방송용어나 표현등을 많이 배웠으며, 의상의 경우 코디네이터가 없어서 동대문에 가서 직접 옷을 구입하거나 평소에 입는 옷을 입었다고 한다. 이 시기부터 팬들이 생기며 인기를 얻기 시작했고, 비슷한 시기에 출연한 MBC 드라마 《비밀》에서 주인공의 여동생과 사귀는 남자친구 강현수 역을 맡았는데 이동욱의 인기를 반영하여 비중을 늘릴 계획이라고 제작진이 말하기도 했다.
2001년에 KBS 단막극 《가정의 달 특집 드라마 - 꿈꾸는 가족》에 주인공 홍찬으로 캐스팅 되어 무리한 형편에 형을 공부시키려는 부모님과 갈등을 겪는 반항아적 면모를 보이나 형의 유학과 꿈이 맞물려 양보하는 동생을 연기했는데, 이 드라마는 원래 드라마시티 코너에서 '꿈꾸는 트랙'이라는 제목으로 방영될 작품이었다. MBC 드라마 《네 자매 이야기》에 스포츠 에이전트인 주인공과 계약한 미식축구 선수 이한수로 1회에 잠깐 출연하기도 했고, SBS 시트콤 《골뱅이》에 167회부터 출연하여 코믹하면서도 건강한 대학생의 모습을 연기하기도 했다. 김순옥 작가의 초기작인 MBC 단막극 《베스트극장 - 바다끝 물고기》에서 주연으로 캐스팅 되어 술집 작부를 짝사랑하는 건달 병세로 분해 선배 연기자들 함께 팽팽한 삼각관계를 형성하며 연기 변신을 하기도 했다. KBS 드라마 《순정》에서 깡패를 동경하는 철부지 장호구로 출연하였는데, 여담으로 이 드라마를 찍을 당시에 강아지를 입양하여 강아지 이름을 극 중 이름이었던 '호구'로 지었다고 한다. KBS 단막극 《드라마시티 - 술래잡기》에서 형사 기팔의 사기꾼 동생을 같이 잡는 동료 한 형사를 맡아 연기하기도 하고, SBS 시트콤 《웬만해선 그들을 막을 수 없다》에 치의학과 학생 박성진으로 252회에 잠깐 출연하기도 하였다. KBS 드라마 《사랑은 이런거야》에 46회부터 출연하여 대학생 신분으로 프로게이머와 카페 사장을 겸하고 있고, 영화 감독을 꿈꾸고 있는 건실한 청년 이재현 역을 맡아서 연기했는데 이 드라마는 2002년 6월에 종영하였다.
2002년에 SBS 시트콤 《딱좋아!》에 36회부터 출연하여 덜렁거리기만 하고 인정 못받는 폼생폼사형 터프가이를 연기했는데 웃음을 주어야할 포인트가 어렵다고 밝히기도 했다. 이경희 작가의 KBS 단막극 《드라마시티 - 천국보다 기쁜》에 주연으로 캐스팅 되어 사랑하는 연인을 두고 떠나기엔 너무나 아쉬워 이승에 수호천사로 남은 박준영을 맡아 연기 하였는데, 데뷔 후 다른 청춘 스타와 다르게 이례적으로 다수의 단막극에 출연한 이유에 대해 "여유있게 집중할 수 있어 단막극을 가장 좋아한다. 단막극에 대한 애정이 각별해 기회만 있으면 단막극 나들이를 감행하고 있다."라고 밝히기도 했다. SBS 시트콤 《레츠고》에서 터프가이를 자처하는 인물을 연기하기도 했다.

### 2002년-2005년
이동욱은 2002년에 방영한 KBS 드라마 《러빙유》에서 남자 주인공의 이복 동생이자 여자 주인공을 놓고 얄궂은 삼각관계를 이루는 극의 핵심 역할 중 하나인 이민 역을 맡았고, 본격적으로 대중의 주목을 받기 시작한다. 신인이었던 이동욱이 미니시리즈 드라마에 핵심 주연급으로 발탁된 비하인드가 공개되기도 했는데, 같은 해 방영된 KBS 단막극 《드라마시티 - 천국보다 기쁜》의 연출자인 이건준 PD가 주연으로 활약한 이동욱의 연기를 좋게 보아서 캐스팅까지 이어지게 되었다고 한다.
2002년 SBS 시트콤 《똑바로 살아라》에서 하숙을 하며 매니저 일을 하는 청년으로 출연했는데 방송국에서 연예인으로 캐스팅되어 떠나는 설정으로 2003년 123회에 하차하였고, 후에 스타로 거듭나 찾아온다는 설정으로 232회에 특별 출연하기도 했다.
2003년 SBS 드라마 《술의 나라》에서 안하무인의 야비한 악역인 청년실업가 송도일 역을 실감나게 연기하여 시청자들에게 미움을 받았는데, 이동욱은 이에 대해 "욕 먹을수록 좋다는 각오로 최대한 악랄하게 연기 하겠다"라고 밝히기도 했다. 드라마에서 열연을 한 결과, 이동욱은 이 드라마로 SBS 연기대상에서 신인상에 해당되는 뉴스타상을 받게 된다.
2003년부터 2004년까지 방영한 MBC 드라마 《회전목마》에 대본 연습 3일 전에 캐스팅 되었고, 젊은 나이에 결혼을 한 락커 박성표 역을 맡았다.
2004년에는 SBS 드라마 《섬마을 선생님》에서 의사 장재두 역을 연기했다. 이동욱은 연이은 드라마 출연을 통해 '연기력을 한층 업그레이드 시켰다'는 평가와 함께 확실한 주연급 연기자로 인정 받았으나, 지난 해 《술의 나라》를 시작으로 《섬마을 선생님》까지 약 16개월 장기간의 쉬지 않고 달려온 강행군으로 심신이 지친 상황이라 들어오는 모든 스케줄을 특별한 일이 없는 한 정중히 거절하고 휴식을 취할 계획을 세웠다. 하지만 김수현 작가가 직접 전화를 걸어 KBS 드라마 《부모님 전상서》에 출연해 줄 것을 요청하였고 결국 이동욱은 드라마에 참여하기로 결정했다. 이에 대해 이동욱의 측근은 "연이은 드라마 출연으로 쌓인 피로 때문에 (이)동욱씨는 당분간 쉴 계획이었다. 하지만 김수현 작가로부터 직접 연락이 온 데다 그의 작품에 참여하는 것도 연기 생활에 많은 도움이 될 것 같아 출연을 결정했다. 오히려 동욱씨는 드라마에 출연하면서 연기에 대해 더 많은 것을 배우고 있어 김 작가에 감사하게 생각하고 있다"라고 밝혔다.

우여곡절 끝에 출연한 KBS 드라마 《부모님 전상서》에서 안 교감의 작은 아들 정환을 연기하였는데, 김수현 작가는 SBS 시트콤 《똑바로 살아라》에서 이동욱을 보고 "그 정도는 괜찮다"라는 생각이 들어서 역할을 맡기게 되었다고 캐스팅 일화를 밝히기도 했다. 2004년부터 2005년까지 방영된 이 작품에서 이동욱은  돈에 죽고 돈에 사는 엄청난 구두쇠를 연기하여 극의 재미를 더했고, 극 중 아버지로 나왔던 선배 연기자와 광고 속에서도 부자로 출연하는 등 극 중 캐릭터가 인기를 끌었다. 이 드라마를 통해 이동욱은 "드라마를 하면서 많은 선생님들과 함께 했는데 모두 다 대단하시고 장점을 가지고 계셔서 '롤모델을 갖는 게 무의미하구나'를 느꼈어요. 그분들이 갖고 있는 장점 하나씩만 배워도 진짜 좋은 배우가 될 수 있겠다고 생각했죠."라고 말하며 배운 점이 많은 작품이었다고 후에 인터뷰 하였다.
| “ | 이렇게 얘기하면 우스울지도 모르지만, 내가 지금껏 긴 연기 인생은 아니라도 햇수로 7년 동안 연기를 했는데 연기자 이동욱을 <부모님 전상서> 그 이전과 이후로 나누고 싶다. 많이 느끼고 깨달았고 전보다 한 단계 성장한 느낌을 받았다. 이전까지는 그저 텍스트나 대사를 읽는 거였다면 그걸 하면서 정말 말이란 걸 하게 됐다. | ” |
|   | — 필름2.0 2006년 7월 6일 인터뷰 중 |   |

### 2005년-2007년
2005년에는 베트남 종전 30주년 기념 SBS 단막극 《하노이 신부》에서 베트남 여성과 사랑에 빠지는 청년 의사 박은우로 분하여 연기를 하였는데, 이동욱은 안정된 연기로 호평을 받았다. 이 드라마는 2부작의 드라마로 추석에 특집으로 방영되었는데, 하노이와 하롱베이를 배경으로 한 애절한 사랑을 통해 신라이따이한 문제와 베트남 처녀와의 결혼 등의 사회 문제까지 다루어 호평을 받았고 시청자들의 열렬한 요청에 재방송까지 하게 되었다.

이동욱은 2005년 겨울에 시작해 2006년에 끝난 SBS 드라마 《마이걸》에서 재벌의 손자로 돈, 외모, 두뇌 등 모든 것을 완벽하게 갖춘 일 중독자지만 자신이 고용한 귀여운 사기꾼 여성과 사랑에 빠지게 되는 설공찬 역을 맡아 미니시리즈 드라마에서 첫 남자 주인공을 맡게 되었다. 홍정은·홍미란(홍자매) 작가 팀의 성공작 중 하나로 회자되는 이 작품은 방영 당시 최고 시청률 24.9%으로 종영하며 큰 인기를 누렸다. 첫 주연을 성공적으로 마친 이동욱은 '이동욱의 재발견'이라는 호평을 받으며 연기파 배우로서의 가능성을 보였고, 동시에 스타성을 인정받았다. 또한 이동욱은 이 드라마의 수출로 국내 인기 뿐 아니라 중국, 대만, 인도네시아, 태국, 베트남, 필리핀, 홍콩 등 아시아권에서 단숨에 인지도를 높임과 동시에 큰 인기를 얻으며 한류 대세에 편승했고 뒤이어 방영된 일본에서까지 인기를 이어갔으며, 외국에서 국빈 대우를 받는 등 한류 대세 배우 중 한명으로 급부상 하게 된다.
| “ | 한류, 나와는 전혀 상관없는 얘기라고 생각했다. 상상도 못한 일이 벌어졌다. SBS '마이걸'이 이렇게 큰 결과를 가져다줄지는 정말 예상치 못했다. 사실 나는 국내에서 자리 잡기 힘든데 해외까지 어떻게 인기를 얻을 수 있을까라는 생각이 지배적이었고, 한류스타란 정말 나와는 동떨어진 존재라고 생각했다. 어느 사이에 내가 그 중간에 편입되어 있었다. 그래서 '마이걸'이 더 소중하다. | ” |
|   | — 스타뉴스 2008년 7월 30일 인터뷰 중 |   |

이동욱은 2006년, 경남 밀양 지방에 전해 온다는 아랑전설을 모티브로 한 안상훈 감독의 영화 《아랑》에서 연쇄살인 속에 숨겨진 공포와 마주치는 형사 이현기 역을 맡아 첫 스크린 데뷔를 하였다. 전작의 로맨틱 코미디 드라마의 흥행 이후 주변에서는 비슷한 현대물을 하면 훨씬 좋은 위치에 빠른 길로 갈 수 있다며 차기작이 공포 영화가 되는 것을 만류했지만, 이동욱은 이 영화를 하겠다는 자신의 선택을 바꾸지 않았고, 몇 년 뒤의 인터뷰에서 "이동욱이라는 우물 안의 물은 한정되어 있다는 생각을 그때부터 했다. 그래서 이 캐릭터로 이만큼 파서 쓰면 다른 캐릭터로 다시 채우길 반복하는 거다."라고 언급하며 뚝심 있게 이 작품을 밀고 나간 이유를 밝히기도 했다. 이 영화는 주변의 우려를 말끔히 씻어내고 총 112만명의 관객을 동원하며 그 해 여름 처음 개봉한 국산 공포영화는 잘된다는 충무로의 속설을 증명했으며, 이는 헐리웃 블록버스터 영화들과 맞붙어 선전한 흥행 결과이기도 했다. 탄탄한 시나리오와 함께 이동욱의 연기도 호평을 받았으며, 이동욱의 몸을 사리지 않는 홍보 활동도 흥행에 한 몫을 했다. 이동욱은 2006년 초에 종영한 첫 드라마 주연작 《마이걸》로 국내 뿐 아니라 해외에서의 인기로 한류 유명세를 얻은데 이어 6월에 개봉한 첫 스크린 데뷔작 《아랑》까지 그 해 공포영화 중 흥행 1위를 차지하며 2연타 성공으로 배우로 데뷔한 이후 최고의 한해를 보내게 된다.

이동욱은 2007년, 김정우 감독의 로맨틱 코미디 영화 《최강 로맨스》에서 뾰족한 물체만 보면 정신을 잃는 '모서리 공포증'을 앓는 형사 강재혁 역을 맡아서 연이어 스크린에 도전하였다. 영화에서 또 형사를 연기한다는 사실이 걸렸으나 배역의 설정 중 '모서리 공포증'이라는 소재가 독특하게 다가와 선택하였고, 대부분의 액션신을 스턴트 없이 촬영하였다고 밝혔다. 액션을 대역 없이 소화하다가 인대가 다치고 손바닥이 찢어지는 등 부상을 입기도 하였으나, 이러한 노력 덕에 연기 스펙트럼이 넓어졌다는 호평을 받았다. 이 영화는 총 129만명의 관객을 동원하며 손익분기점을 넘기며, 이동욱은 지난해 스크린에 첫 발을 내딛은 이후 주연작에서 연이어 100만 관객 이상을 돌파하여 영화에서의 티켓파워 확인을 하는 계기가 되었고, 두 편 연속 흥행에 성공한 것은 괄목할 만한 일이라고 기자는 평가하였다.
| “ | 전작들이 운도 좋았고 시기도 좋아 두 편 합쳐 250만 관객을 동원했다. 상대배우인 ‘아랑’의 송윤아나 ‘최강 로맨스’ 현영의 호연이 돋보였고 독특한 캐릭터도 한 몫 한 것 같다. 아직 흥행에 대해선 잘 모르겠다. 개인적으로 영화 홍보를 할 때는 발로 많이 뛰어야 한다고 생각한다. ‘아랑’ 때는 80번, ‘최강 로맨스’ 때는 100번 무대 인사를 했다. 제 영화인데 저 아니면 누가 홍보를 하겠냐. 마치 영업사원이 된 심정으로 관객들을 가까이서 만난 게 도움이 된 것 같다. 그게 함께 한 스텝들에 대한 예의다. 이번에도 그렇게 열심히 발로 뛰며 노력하겠다. | ” |
|   | — 스포츠동아 2007년 11월 19일 인터뷰 중 |   |

### 2008년-2011년 (군 복무)
이동욱은 2008년, MBC 드라마 《달콤한 인생》에서 재벌 친구의 고약한 성격을 받아주면서 악어와 악어새 관계처럼 온갖 수모를 감내해온 이준수 역을 맡았고, 중년의 여인을 만나 사랑에 빠지는 파격적인 연기를 선보였다. 김진웅 선문대 교수가 공개한 드라마PD협회 내부 자료에 따르면, 주연 배우 중 한명인 이동욱은 이 드라마를 촬영하며 회당 800만원의 출연료를 받았다. 이 드라마는 정하연 작가가 쓴 미스터리 멜로 장르라는 독특한 내용 구성과 인물들의 섬세한 심리 표현, 김진민 PD의 아름다운 화면 연출로 마니아층의 시선을 사로잡았으나, 최고 시청률이 11.3%에 그치는 등 호평에 비해 저조한 시청률을 기록하였고, 많은 시청자들에게 시대를 너무 앞서나간 '명품 드라마'라는 평을 받았다. 이 작품에서 한 권의 대본을 20번씩 보며 캐릭터를 연구했다는 이동욱은 소름 돋는 연기력에 대한 찬사와 함께 진정한 배우라는 평가를 받았으며, 트렌디한 이미지의 배우에서 외모 뿐만 아니라 깊은 내면 연기를 갖춘 배우로서 특히 연기력 면에서 큰 인상을 남겼고, 고뇌하는 젊은 청춘의 복잡 미묘한 심리를 그리는 이동욱의 연기 변신에 대해 호평이 뒤이었다. 이동욱은 일본에서 진행된 설원에서의 촬영 중에 혀와 전신이 마비되는 과호흡 증후군 증세로 쓰러지기도 하고,
스튜디오에서 크로마 키 촬영으로 찍은 추락하는 장면을 제외하고, 32층 아파트 발코니에 위태롭게 서 있는 장면 등은 대역 없이 실제로 난간에 서서 촬영을 하며 연기 열정을 불태웠다고 한다. 김진민 PD는 이 드라마가 종영하고 몇 년 뒤, 본인의 연출작들을 회고하는 인터뷰 대담에서 "'달콤한 인생'이 오연수 이동욱에게는 새로운 연기의 길을 열어준 작품이라는 이야기를 주위에서 자주 듣는다. 연출자로서 기분은 좋은 이야기다."라고 언급하며, "이동욱은 연기 스펙트럼이 정말로 넓은 배우다."라고 칭찬 하기도 하였고, 이동욱도 드라마가 끝난지 약 10년이 지난 후의 인터뷰에서 이 작품에 대해 치가 떨릴 정도로 치열하게 연기했다고 후일담을 이야기 하기도 했다. 
| “ | 물론 <마이걸>을 통해 처음 미니시리즈 주인공을 맡으면서 큰 사랑을 받았고 다음 단계로 도약할 수 있었지만, 그땐 뭘 잘몰랐고 철이 없었다. <달콤한 인생> 때도 모르긴 매한가지였지만, 치가 떨릴 정도로 힘들고 치열하게 연기했다. 그 작품을 하고 나서 뭔가에 눈을 뜬 느낌이랄까? 이대로 더 하면 내가 죽을 수도 있겠다 싶었다. 나 자신이 바싹 마른 나뭇잎 같았다. 톡 치면 부스러지거나 불꽃이 살짝만 튀어도 다 타버릴 것 같은. <달콤한 인생>은 내가 죽는걸로 시작해서 죽는 걸로 마무리되는데, 그걸 알면서도 미칠 것 같은 거다. 극 후반, 혜진이(오연수 분)와 이런저런 대사를 하는데, 정말 진심으로 죽기 싫었다. 안 죽으면 안 되나, 이렇게 이 여자를 놓아야 하나… 다시 하라면 절대 못할 것 같다. 그걸 본 팬들도 많이 힘들어했다. 내게는 애증의 캐릭터다. | ” |
|   | — 보그 2017년 3월호 인터뷰 중 |   |

이어서 드라마 《달콤한 인생》 전에 먼저 촬영했던 영화 《그 남자의 책 198쪽》이 2008년에 개봉하였다. 이 영화는 윤성희 작가의 소설집 <거기, 당신?>에 수록된 단편 소설 가운데 제27회 이상문학상의 추천작인 단편 소설 '그 남자의 책 198쪽'을 원작으로 하여 김정권 감독이 메가폰을 잡았고, 제13회 부산국제영화제 파노라마 부문에 초청되어 이동욱의 한류 인기로 해외 바이어들의 관심을 받기도 했으나 관객수가 9만명에 그치는 등 흥행은 실패 하였다. 감정의 진폭이 미미한 잔잔한 작품이라는 평을 받은 이 작품에서, 이동욱은 연기적으로 호평을 받았다. 이 영화에서 이동욱은 첫사랑이 남긴 198쪽의 힌트를 찾아 도서관을 샅샅이 뒤지는 남자 김준오 역을 맡았는데, 사랑의 아픔을 치유하는 과정을 잔잔하게 그린 멜로가 중심이지만 애정신이 거의 없는 점이 독특하여 이 영화의 출연을 결심했다고 인터뷰 하기도 했다.
이동욱은 2009년, KBS 드라마 《파트너》에서 변호사 이태조 역을 맡았다. 김원석 PD가 공동 연출을 맡은 이 드라마는 법정 장면의 현실감을 높이기 위해서 국내 드라마 최초로 중계차를 동원한 촬영을 하였고, 현실적이고 민감한 이슈를 다루며 리얼리티를 살린 법정 드라마라는 평가를 받았으며, 12.7%의 시청률로 종영하며 무난하게 마무리 되었다. 이 드라마는 종영 후에도 호평이 계속해서 뒤를 이었는데, 경제학자 우석훈은 '파트너 시즌 2를 기대하며'라는 제목의 칼럼을 기고 하며 "공영방송인 한국방송(KBS)의 드라마가 가야 할 길의 전형을 알려준 것으로, 문화사적으로는 아마 중요한 작품이 될 것 같다. 지난해 ‘막장 드라마’라는 말이 유행하였는데, <파트너>는 드물게 법정드라마라는 장르 드라마의 개척자이면서, 아직 일반인에게 생소한 시민참여 배심원제를 우리에게 소개했고, 생태와 환경문제를 에둘러 가지 않고 정면으로 다룬, 어떻게 보면 전위적인 드라마였다. 한국 드라마의 숙제라면, 형식의 실험작을 어떻게 다시 부활시킬 것인가, 그리고 장르 드라마를 통한 공익적 실험을 어떻게 계속할 것인가라고 할 수 있다. 그리고 그 몫은 공영방송인 한국방송이 일정 정도 맡아주어야 한다."라고 밝혔다. 이 외에도 많은 사람들이 '시즌 2'에 대한 관심을 드러냈는데, 이동욱 역시 종영 후 긴 시간이 지난 후에도 "'파트너' 같은 드라마들이 연속성을 가지고 시즌제로 나왔으면 좋겠다. 몸으로 부딪히는 작품도 훌륭하고 멋있지만 지적인 대결을 펼치는 것은 또 다른 매력이 있다. 만약 '파트너' 시즌제를 한다고 하면 망설이지 않고, 돌아보지 않고, 무조건 할 것이다."라고 언급했다.
2009년 8월 24일 군대에서 국방홍보원 소속 연예 병사로 복무했다.
입대 전에 친구이자 가수인 KCM의 콘서트 내 스토리 영상을 노개런티로 연출하고 출연도 했는데, 이 영상이 이동욱의 군 입대 후인 2010년에 KCM과 같은 소속사인 신인 가수 조조(Zozo)의 뮤직비디오로 나오게 되었고, 군대에서 뮤직비디오 감독으로 데뷔하게 된 상황이 오기도 했다. 이동욱은 이 때 연출한 경험을 후에 회상하며 "처음 하는 연출이라 모든 게 서툴렀다. 동료 연예인에게 큐 사인을 주는 것조차 민망할 정도로 쑥스러웠다"라고 밝히기도 했다.
군 입대 전까지 영화 《된장》의 촬영을 하다가 입대 하였는데, 이 영화는 이동욱이 군대에 있던 시기인 2010년에 개봉하였다. 살인적인 맛에 얽힌 미스터리를 기발한 형식과 장르로 풀어낸 영화 《된장》은 장진 사단의 신작으로, 제15회 부산국제영화제의 갈라 프레젠테이션 부문에 초청되기도 하였으나 관객수는 4만명을 기록하며 흥행에는 실패 하였다. 그러나 이동욱은 이 영화에서 결정적인 단서를 지닌 도깨비 탈을 쓴 의문의 남자 김현수 역으로 존재감을 과시하며, 신비로운 이미지와 애틋한 눈물 연기로 호평을 받았다. 영화 《된장》의 이서군 감독은 "감정연결이 힘든 촬영이었는데도 굉장한 몰입력을 보여줬다. 강렬한 에너지를 필요로 하는 역할엔 어떤 모습을 보여줄지 궁금해지는 배우다"라며 신뢰를 보이기도 했다.
2011년 6월 20일, 이동욱은 제대를 하였는데, 그 해 국회 국방위 국정감사에서 일반 사병의 휴가 일수를 훨씬 초과한 91일의 휴가를 받아 연예 사병 특혜 논란 중 하나로 언급되었다.

### 2011년-2015년
전역을 한 2011년, 이동욱은 시한부를 선고받은 여성과 그녀를 사랑하는 남자의 이야기를 담은 SBS 드라마 《여인의 향기》에서 여행 기업 오너의 아들로서 편한 인생이지만 자신의 삶을 재미없어 하는 강지욱이라는 인물을 맡게 되었다. 이 드라마는 동시간대 드라마 1위와 최고 시청률 18.8%를 기록하는 등 큰 호응을 얻었으며, 이동욱의 '나요~'라는 대사와 함께한 꽃받침 제스처가 유행어로 되기도 하고, 드라마 속 '버킷 리스트'가 화제가 되기도 했다. 이 드라마는 방영 도중에 해외로 수출되는 등 해외에서의 반응 역시 뜨거웠으며, 이동욱은 이 드라마의 한류 인기로 대중문화 교류에 이바지함을 높이 평가받아 한일문화대상에서 '문화외교부문 대상'을 수상하였다. 《마이걸》에 이어 《여인의 향기》의 아시아권 인기로 드라마 속 이동욱의 로맨틱한 이미지가 해외에서 사랑받으며, 이 작품은 이동욱에게 한류 인기를 굳히는 작품이 되었다. 이 작품으로 드라마에서 열연한 결과 그 해 SBS 연기대상에서 연속극부문 남자 최우수연기상을 수상하기도 하였다. 이동욱은 이 작품으로 그동안 드라마에 익숙했던 재벌 2세가 아닌 꿈도 의욕도 없고 냉소적인 재벌 2세를 완벽하게 표현하며 호평을 받았으며, 기존에 맡았던 캐릭터와 연기적으로 차별점을 둔 지점을 설명하기도 하며 극에 완벽히 녹아있는 모습을 보여주었다.
| “ | '마이걸'을 찍은 후 비슷한 류의 작품 제의가 꽤 있었는데 독에 있는 물을 다 퍼내면 마를 것 같아서 일부러 안했다. 이때쯤이면 물이 다시 채워졌겠다고 생각해서 다시 시작한 건데 차도남이나 까도남이 아니어서 좋았다. 그런 면이 연재와 잘 맞물린 것 같다. 서로 아프고 힘들어서 의지할 수 있는 캐릭터다. 너무 스트레이트하고 직진으로만 치닫는 역할은 '달콤한 인생' 때 너무 심하게 하기도 했고. 통속적인 이야기를 덜 통속적으로 보이는데 있어서 지욱이 캐릭터가 중요할거라고 생각했다. 반쯤 풀려있는 눈, 만사가 귀찮은 모습, 아무 의욕없는 행동..처음에는 남자주인공이 뭐 저러냐는 말을 많이 들었는데 시간이 흐르고 나니 제 캐릭터를 새롭게 봐주시는거 같다. 보통의 재벌남 캐릭터와 다르게 보이는게 중요할거라 생각했다. 디테일이라면 디테일인데 귀찮은 걸음거리도 내 평소 걸음거리에 조금 더 가미해서 만든거다. | ” |
|   | — 뉴스엔 2011년 9월 5일 인터뷰 중 |   |

이동욱은 2012년, KBS 드라마 《난폭한 로맨스》에서 뛰어난 실력과 매력을 가진 야구 선수지만 '야구장의 개차반'으로 불리는 트러블메이커 박무열 역을 맡았는데, 평소에도 연예인 야구단 '한(恨)'의 선수로 활동하며 야구를 즐기는 이동욱은 드라마 속 야구 선수 연기가 자연스럽다는 평을 들었다. 또한 몸을 사리지 않는 코믹한 모습으로 이미지 변신에 성공했고, 폭풍 오열도 선보이며 감정을 자유자재로 넘나드는 연기로 호평을 받았다. 이 드라마는 최고 시청률이 7.1%에 그치는 등 시청률 면에서는 아쉬운 드라마였으나, 박연선 작가 특유의 미스터리와 로맨스가 적절히 섞인 작품으로 마니아를 양산하였다.
2012년 초에 드라마가 끝난 후, 이동욱은 SBS 예능 《강심장》의 새 MC로 새로운 도전을 하게 된다. 군대에서 국군방송 버전 1박2일 예능 프로그램인 '문화가 좋다'에서 진행을 맡았고, 국군방송 라디오 '주고 싶은 마음, 듣고 싶은 얘기'에서 DJ로 활동을 할 당시에 보인 이동욱의 재치있는 언변을 높게 평가하여 MC를 제안하게 되었다고 《강심장》의 박상혁 PD는 캐스팅 후일담을 밝히기도 했다. 2012년 4월부터 2013년 2월까지 약 1년간 MC를 한 이동욱의 진행은 호평을 받았고, 그 해에 SBS 연예대상에서 MC부문 신인상을 받았다.
2013년, 이동욱은 KBS 드라마 《천명》으로 배우 인생에서 첫 사극 도전을 하였으며, 음모에 휘말려 도망자가 되는 동시에 불치병에 걸린 딸을 살리기 위한 치열한 부성애를 보이는 내의관 의원 최원 역을 맡았다. 방송 초반 '사극 연기가 어색하다'는 지적을 받았던 이동욱은 다행히 극중반 이후 안정을 찾았고, 그의 연기력 논란은 뒤로 갈수록 탄력을 받으며 '천명'이 반복적인 전개에도 불구하고 시청률 하락 없이 고정 시청층을 유지할 수 있었던 것에는 차츰 사극과 맞아떨어져 가는 배우 이동욱의 연기력과 한몫 톡톡히 했다는 평을 받았다. 이동욱은 아픈 딸을 향한 애절한 부성애를 진중하게 그려내며 시청자들에게 호평을 얻었고, 첫 사극에서 위화감 없이 녹아들어 연기 스펙트럼을 넓혔다는 평가를 받았다. 지금껏 비중있게 다루지 않았던 '인종 독살 음모'를 다룬 이 드라마는 영상미나 디테일한 면에서는 호평을 받았지만, 최고 시청률이 9.9%에 그치는 등 부진을 면치 못했다.
2014년, 이동욱은 LG전자와 LG디스플레이의 지원으로 만들어진 세계 최초 3D 드라마 SBS 단막극 《강구 이야기》에 출연하였다. 현장에 있는 카메라나 조명에 관심이 많다는 이동욱은 이 드라마 현장을 겪은 후, "3D 드라마? 내가 이걸 언제 해볼까? 힘은 좀 들겠지만 재미있겠다 싶었죠. 3D 영상 촬영은 소니 카메라로 하는데 그게 되게 무거워요. 찍는 각도를 다르게 해서 두 대로 찍어요. 들어오는 소스를 입체로 만드는 거죠. 근데 렌즈를 갈 때 카메라 두 개의 렌즈를 같이 갈아야 해요. 그걸 갈 때만 해도 시간이 정말 오래 걸려요. 그래서 나중에는 '나도 갈겠다'고 했어요. 카메라 감독님이 되게 좋아했죠. 너 같은 배우 없다고. 제게도 자산이 더 생겼어요. '3D 찍을 때는 렌즈 가는 시간이 오래 걸리니까 배우가 조금 움직이는 게 훨씬 더 빠르고 좋다'는 걸 알았으니까. 그걸 모르는 배우가 더 많을 수 있으니까 이런 경험하는 거되게 좋죠."라며 색다른 촬영을 경험한 소감을 밝히기도 했다. 백미경 작가가 쓴 이 드라마에서 이동욱은 형제 같던 친구를 잃고 나서 주먹세계를 떠난 김경태 역을 맡아 애절한 모습을 선보였으며, 무뚝뚝하지만 젠틀한 모습과 서정적인 로맨스를 동시에 표현하며 물오른 연기로 호평을 받았다.
이동욱은 2014년 MBC 드라마 《호텔킹》에서  냉철한 호텔리어 차재완 역을 맡았고, 포커페이스를 유지한 긴장감있는 연기와 로맨스 장면에서 애틋한 모습 등 인물의 복잡 미묘한 감정을 섬세하게 소화해 극의 흡입력을 높였다는 평을 받았다. 이 드라마는 방송사의 사정으로 중간에 PD가 교체되기도 했다. 이동욱은 이 드라마를 이끄는 타이틀 롤로서 "감독님이 바뀐 부분에 대해서는 우리가 왈가왈부할 부분은 아닌 것 같다. 새로 온 최병길 감독님이 배우들에게 많이 맞춰줬다. 톤과 표정들을 살리기 위해 노력해주셨고 배우들보다 오히려 노력을 많이 해주셨다. 감독님이 새로 현장에 와서 스태프와 배우들에게 적응해야할 부분도 있었을 거다"며 "배우 입장에서 연기하는데 방해가 되는 부분은 없었다. 크게 영향을 받거나 달라지지는 않았던 것 같다"고 의연하게 밝히며 주연 연기자로서 책임감을 드러내기도 했다. 이 드라마는 최고 시청률 13.6% 을 기록하며 국내에선 무난한 시청률로 마무리 되었으나, 해외에서는 드라마 《마이걸》 커플의 재회로 이목을 끌며, 기존에 한류 인기가 있던 이동욱의 영향으로 아시아 지역에서 주목을 받았다.
이동욱은 드라마의 촬영 스케줄이 바쁜 가운데, 《강심장》의 박상혁 PD가 새로 기획한 셰어하우스를 모티브로 삼은 관찰 형식의 리얼 버라이어티 SBS 예능 《룸메이트》에 의리로 출연을 확정한다. 2014년 5월부터 방영한 이 예능 프로그램은 시즌 1과 시즌 2로 방영 하였고, 시즌 1과 시즌 2의 멤버 구성이 달라지는 상황에서 이동욱은 두 시즌 모두 출연하여 새 멤버가 룸메이트가 되는 과정에 안정감을 주며 이 프로그램의 중심 역할을 하며 제작진과의 의리를 지켰다. 이 프로그램은 출연자들의 사생활 문제로 구설수에 오르기도 했는데 이동욱은 이 예능 프로그램을 책임지는 핵심 인물 중 한명으로서 "시청률부터 시작해서 논란이 많은데 얼마나 힘이 될지 모르겠지만 내가 열심히 해서 정상궤도에 올려놓고 싶다."라고 언급하며 드라마 촬영으로 힘든 와중에도 《룸메이트》에 대한 애정을 드러냈다. 이 프로그램에서 이동욱은 여러 에피소드를 통하여 인간적인 매력을 보여주며 시청자들의 호감을 샀고, 이 프로그램은 2015년 4월까지 약 1년간 촬영을 하였다.
이동욱은 KBS 드라마 《아이언맨》에 출연을 확정하여 바쁜 2014년을 이어갔다. 2014년 한 해에 단막극을 포함해 세 작품에서 주연으로 활약한 이동욱은 다작한 이유에 대하여, 현장에 대한 호기심과 작품에 대한 욕심 때문이라고 밝혔다. 단막극 《강구 이야기》의 경우 3D로 촬영하는 작업 환경이 궁금해서 하게 되었다고 밝혔고, 드라마 《호텔킹》은 제의가 온 드라마 중 하나로 선택한 것이라고 밝혔다. 단막극에 이어 장편극까지 마친 이동욱에게 소속사 대표가 "욕심나는 캐릭터고 시놉시스다. 이걸 놓치면 후회할 것 같다. 못할 것 알지만 한번 보라"라며 보여준 것이 바로 드라마 《아이언맨》이었다고 한다. 앞선 작품들에서의 열연으로 체력적으로도 힘이 든 상황에서 이동욱은 《아이언맨》을 할 것인지 고민을 하였고, "몸에서 칼이 나와 벽을 타고 올라가는 캐릭터를 언제 또 연기하겠나. '저게 뭐야?'가 아니라 '저렇게도 될 수 있겠구나'라고 설득시키는 것도 재밌을 것 같다."라는 생각이 들어 출연을 결심 하였다. 이 드라마는 최고 시청률이 6.9%에 그치는 등 아쉬움이 많이 남는 드라마였으나, 김용수 PD가 연출하는 감각적인 연출과 영상미, 김규완 작가의 어른들의 동화같은 힐링 이야기로 호평을 받았다. 이동욱은 이 작품에서 과거의 상처로 몸에서 칼이 돋는 주홍빈이라는 남자를 연기 하였는데, 극한의 분노부터 기쁨, 애절함까지 극과 극을 오가는 감정선을 소화한 이동욱의 연기가 판타지가 가미된 드라마의 완성도를 높였다며 호평을 받았다.
이동욱은 2015년에 개봉한 영화 《뷰티 인사이드》에서 매일 모습이 바뀌는 남자 김우진의 여러 모습 중에서 여자 주인공의 힘든 모습을 확인한 서글픈 프러포즈를 한 김우진을 연기하였다. 이 영화에 참여한 이동욱은 "좋은 배우들이 쌓아 올린 우진이라는 캐릭터에 누가 되지 않게 노력했다. 참여하게 되어서 재미있고, 새로운 작업 형태라 기대된다"라고 소감을 밝히기도 했다.

### 2015년-2020년
2015년, 이동욱은 tvN 드라마 《풍선껌》에서 한의사인 박리환 역을 맡았다. 자극적이지 않은 '남사친'과 '여사친'간의 순수한 사랑을 잔잔한 일상을 통해 그리는 이 드라마는 최고 시청률 1.7%를 기록하였다. 이 드라마에서 이동욱이 연기하는 박리환은 공감능력이 뛰어나며 순애보적인 성격이라 모나거나 튀는 곳이 없는 다정다감한 캐릭터였다. 하지만 이동욱은 내면의 감정을 디테일하게 표현하며 연기를 하여 극 중 인물의 호감도를 높이고 공감대를 이끌어 냈으며 연기적 측면에서 많은 호평을 받았다. 친구로 생각했던 여자를 향한 순수한 사랑을 보일 때, 어머니의 알츠하이머 증세를 알았을 때, 이러한 감정의 변화가 생기는 장면에서도 캐릭터가 지니고 있는 특성을 유지하며, 지나치게 감정선을 부풀리지 않고 자연스럽게 사랑과 슬픔의 정서를 표현하여 극의 몰입도를 섬세하게 높였다는 평가도 뒤이었다.
| “ | 이렇듯 이동욱은 배우로서 지금 두 번째 지점에서 세 번째 방향으로 발걸음을 옮기는 중이다. 배우로서 그에게는 무한한 잠재성이 있기 때문에 '풍선껌'에서의 놀라운 활약을 기점으로 앞으로 이동욱이 어떤 연기적 역량을 보여줄지 귀추가 주목된다. | ” |
|   | — 헤럴드경제 2015년 11월 17일 기사 중 |   |

이동욱은 2016년 On Style 예능 《더 바디쇼 3 : 마이 보디가드》을 통해 MC로 복귀했다.

이동욱은 김은숙 작가와 이응복 PD의 조합으로 화제를 낳은 tvN 드라마 《쓸쓸하고 찬란하神 - 도깨비》에서 과거를 전혀 기억하지 못하는 저승사자로 캐스팅 되었고 이 드라마는 2016년 말에 시작하여 2017년 초에 끝났다. 이동욱은 드라마 《쓸쓸하고 찬란하神 - 도깨비》 제작발표회 당시 "저승사자 역할이 탐나서 먼저 하고 싶다고 말했다"라고 밝힌 바 있는데, tvN 연예 정보 방송 《명단공개 2017》에 따르면 이동욱은 캐스팅 순위에 없던 배우였으나, 대본을 읽은 이동욱이 "서브도 상관 없다. 꼭 하고 싶다"는 출연 의지를 내비쳤다고 한다. 그러나 김은숙 작가는 저승사자의 이미지가 이동욱과 맞지 않다고 반대했다고 한다. 이동욱은 이런 김은숙 작가를 설득하기 위해 김은숙 작가의 해외 출국 스케줄을 파악, 비행기 티켓까지 구해 자신을 어필했고 결국 '도깨비'에 출연할 수 있게 됐다고 한다. 이 캐스팅 후일담에서 이동욱이 작가에게 먼저 찾아가서 하고 싶다고 말씀드린 건 맞지만, '김은숙 작가가 이동욱을 반대했다'는 대목은 사실이 아니라고 한다. 
| “ | Q. 이 작품을 하는 동안, 또 마친 후에도 인터뷰를 거의 하지 않았다. 그래서 김은숙 작가에게 ‘저승사자’ 역을 하고 싶다고 적극적으로 제안했다는 이야기를 기사로 접했는데, 사실인가? A. 약간 잘못 알려진 부분이 있어서 그 기사를 읽고 마음이 좋지 않았다. 일단 내가 먼저 작가님에게 ‘저승사자’를 연기하고 싶다고 말씀드린 건 맞다. 하지만 ‘이미 김은숙 작가가 정해놓은, 마음에 둔 배우가 있었다’는 건 사실이 아니다. 해당 기사가 나가고 난 뒤 작가님이 몹시 미안해하면서 전화를 하셨다. 나는 <도깨비>의 시놉시스가 나오기도 전, 공유 형이 ‘도깨비’ 역에 캐스팅되기도 전에 트리트먼트만 나온 상태에서 ‘이건 꼭 해야겠다’는 생각이 들어 먼저 찾아간 거다. ‘저승사자’가 참 매력 있는 캐릭터인데, 내가 하면 잘해낼 수 있을 것 같다고 말씀드렸다. 스토리 라인도, 판타지라는 장르도, 그리고 도깨비와 저승사자가 한 집에서 살고 있다는 설정도 다 좋았다. 꼭 이 배역을 맡아 연기하고 싶다는 생각이 들 수밖에 없었다. | ” |
|   | — 아레나 옴므 플러스 2017년 3월호 인터뷰 중 |   |

 이동욱은 이 드라마에서 저승사자 뿐 아니라 전생의 왕여, 환생의 형사 이혁까지 총 1인 3역을 연기하였는데, 왕여의 경우 드라마 초반에 먼저 촬영 했다고 한다. 저승사자에 비해 짧게 노출 되었지만 강렬한 존재감을 드러낸 왕여에 대해서, 연기한 이동욱 본인은 "나는 '왕여'의 캐릭터를 보면서 기형도 시인이 쓴 '질투는 나의 힘'의 한 구절을 떠올렸다. '나의 생은 미친 듯이 사랑을 찾아 헤매었으나 단 한 번도 스스로를 사랑하지 않았노라.' 대본을 보면서 이 시를 읽었을 때의 느낌과 비슷하다고 생각했다."라고 자신만의 해석을 종영 후에 언급하기도 했다. 대본에는 '선희 아니고 써니'라고 적혀 있었는데, 저승사자는 띄어쓰기와 쌍자음을 못 칠것 같다는 생각이 들어서 '선희아니곳ㅅㅓ니'로 애드리브를 하는 등 자신이 맡은 캐릭터에 완벽하게 동화된 모습이 드러나기도 했다. 이번 드라마가 데뷔 이후 가장 많이 운 드라마라는 이동욱은 16회 동안 약 22번가량 우는 장면이 나올 정도로 감정을 많이 썼으며, 자신이 맡은 캐릭터가 최소 1인 2역 이상을 할 수 있는 확장적 역할이라 마음에 들었다고 한다. 이미 해외에서 두터운 팬층을 확보하고 있던 이동욱은 이 드라마를 통해 국내 뿐 만 아니라 아시아 전역에서 더욱 인기를 얻게 되었다. 열정적으로 연기한 덕택에 대중 뿐 아니라 전문가들의 주목도 뒤이었는데, 이동욱은 세 명의 캐릭터를 오가며 연기 스펙트럼을 한 뼘 더 넓혔고, 매 회 다른 얼굴로 존재감을 증명하는 아름다운 연기라는 이야기와 함께, 사극과 현대극을 자유자재로 오가는 탄력적인 연기를 선보였단 평가를 받았다. 서병기 기자는 이동욱에 대해 '인물에 담긴 비극적 서사를 완벽하게 표현해냈다'라고 보도했고, 정덕현 칼럼니스트는 이동욱이 '인생 캐릭터'를 입었다고 호평하였으며, 위근우 기자는 '눈으로 대사보다 많은 것을 말할 수 있는 배우'라고 말하기도 했다. 김은숙 작가에게 적극적으로 어필하여 캐스팅 된 후, 배우 인생 제 2의 전성기를 누리게 된 이동욱은 후에 신작을 준비 중인 김은숙 작가에게 "불러준다면 카메오로 기꺼이 나가도록 하겠다. 이런 자리에서 말하면 이뤄지더라."라며 공식 석상에서 작가에게 감사함을 표하기도 했다.
| “ | '찌질하게' 우는 남자배우는 많고, 현실감 있게 우는 남자배우도 많다. 서럽게 우는 남자배우 또한 존재한다. 하지만 이동욱처럼 남자가 우는 장면을 한순간의 정지된 그림처럼 아름답게 보여줄 수 있는 남자배우는 많지 않다. 그리고 그 정적인 눈물만으로 보는 이들은 요란한 통곡이나 목청 높이는 외침보다 더 섬세한 감정의 편린들을 느낄 수가 있기 때문이다. | ” |
|   | — 엔터미디어 2017년 1월 20일 소설가 박진규의 옆구리tv 중 |   |

이동욱은 2017년 3월 12일에 서울에서 열린 팬미팅의 날짜인 12일을 기준으로 하여 팬미팅의 다음 달인 4월 12일부터 매달 12일 마다 V LIVE 채널에서 《이동욱의 온디에어(On the air)》를 생방송으로 진행 하였는데, 이 콘텐츠를 시작한 이유에 대해서는 "개인적으로 SNS를 잘 안 하는데 <쓸쓸하고 찬란하神 - 도깨비> 때 너무 큰 사랑을 받았으니까 조금 돌려드리고 소통할 수 있는 게 뭐가 있을까 생각했어요. 마침 그때 브이앱이라는 콘텐츠가 막 활성화되고 있더라고요. 한 달에 한 번 정도는 재미있게 할 수 있겠다고 생각했어요. 군대 있을 때 라디오 진행도 했는데 라디오와 포맷이 비슷하니까 부담 없어서 좋아요."라고 밝혔다. 이 방송은 다음 해인 2018년 1월 12일에 마지막 방송을 하였고, 한 달에 한 번이긴 했지만 준비 해야하는 것이 없지 않아 많았으며, 새로 들어가는 작품에 온전히 힘을 쏟고 본업인 연기에 충실하기 위해서 종영한다고 밝혔다.
2018년, 이동욱은 이수연 작가가 극본을 쓰고 홍종찬 PD가 연출하는 JTBC 드라마 《라이프》에 캐스팅 되었고, 현재보다 의사로서의 신념을 중요하게 생각하는 상국대학병원 응급의료센터 전문의 예진우 역을 맡아 조승우와 남성 투톱 주연으로 극을 이끈다.
2019년 SBS '이동욱은 토크가 하고 싶어서'의 토크쇼 MC에 도전한다. 일대일 토크를 기본으로 하는 신규 예능 프로그램이다.

이동욱은 2020년 구미호뎐이라는 드라마를 시작해 2020년12월4일인 지금은 종영되었다.
현재 구미호뎐 16화까지(마지막화) 끝난 상태이다
구미호뎐은 1시간10분 즉 70분짜리의 드라마이다.

## 논란

### 비트코인 거래소 광고 모델 논란
2017년 12월 5일, 암호화폐 거래소 '코인원'은 이동욱을 모델로 발탁했다는 발표를 했다. 비트코인과 같은 암호화폐가 아직 일반인에게 다소 생소한 상태에서 이동욱과 같은 스타가 암호화폐 거래소 광고 모델이 된 것은 앞으로 커다란 반향을 일으킬 것으로 해석된다는 보도가 나왔다.
이동욱은 암호화폐 거래소 업계에서 최초로 발탁된 연예인 광고 모델 이기도 하다.
이동욱은 정부가 비트코인 등 암호화폐 거래 규제를 검토하는 시점에 '코인원' 모델로 나서 논란이 일었다. 실제로 소비자들은 "이동욱이 광고하니까 '비트코인 괜찮나?' 생각하게 된다" 등의 반응을 보였다고 한 매체는 보도했다. 성인들뿐 아니라 중·고등학생까지 비트코인 거래를 해 마약 거래 및 다단계 등 범죄에 악용될 수 있어 정부가 가상화폐 실명제 추진 및 시세조작 등 불법행위 규제에 나선 만큼, 모델 수락에 신중 했어야 한다는 것이 중론이다. 일부는 "신뢰감이 샘솟는 기분"이라며 광고에 대해 긍정적인 반응도 있다. 그러나 "대부업체와 다른 점은 채권추심을 하는 곳이 거래소가 아니라 돈 빌린 곳이라는 것 뿐", "투기 독려 모델로 나서다니", "수억 원대 광고료 받아 수만 명에게 영향 주면서 아무 책임도 지지 않다니", "광고가 꼭 안정성을 보장하는 건 아님", "광고가 무색하게 다른 거래소 파산함" 등의 부정적 반응이 지배적이다. 이동욱이 '암호화폐에 대한 인식을 전환시켰다'는 색다른 관점에서의 평가가 있는 반면, 이동욱이 '또 다른 형태의 대부업 광고 모델로 나섰다'는 혹평이 나오기도 했다.
한편 SBS '그것이 알고싶다'에 따르면, 이동욱이 등장하는 '코인원' 광고를 포함한 대부분의 암호화폐 거래소 광고는 자신들이 금융기관인 것처럼 홍보하고 있지만 금융기관이 아니기 때문에 문제가 생겨도 고객의 돈을 지켜줄 수 없다고 한다. 실제로 '코인원'을 비롯한 암호화폐 거래소는 '통신판매사업'으로 분류되어 있다.
2017년 12월 21일, 무분별하게 난립한 암호화폐 광고를 규제하기 위한 정부입법이 추진된다는 보도가 나왔다. 중·고교생까지 비트코인 투자에 뛰어드는 등 사회적 해악을 줄이기 위한 조치다. 정부 관계자는 "가상통화 광고를 규제하는 법률조항을 준비 중"이라며 "대부업계에는 이미 관련 법에 따라 광고 규제가 이뤄지고 있어 유사한 방식의 규제안을 도입하는 것"이라고 말했다. 광고규제안이 포함된다면 기존에 금융위원회가 지난 9월부터 준비하고 있는 '유사수신행위의 규제에 관한 법률 개정안'에 포함될 것으로 보인다. 비트코인 광고가 사행성 행위를 조장하는 것으로 보고 규제가 가해지는 셈이다. 보도에 따르면 가상통화 광고 규제에는 이동욱이 광고하는 '코인원' 광고도 해당된다. 국내의 암호화폐 거래소들은 거래 수수료로 벌어들인 막대한 자금을 활용해 적극 홍보에 나서고 있고, '코인원'은 배우 이동욱을 모델로 발탁하고 버스, 지하철, 쇼핑몰 등에서 오프라인 광고를 먼저 선보인 뒤 유튜브 영상 광고도 하고 있다.
2018년 3월 13일, 세계 최대 검색엔진 구글과 동영상 공유 사이트 유튜브가 오는 6월부터 가상통화 관련 광고를 전면 금지한다고 월스트리트저널이 보도했다. 구글은 이날 발표한 성명에서 "검색과 동영상 광고에서 가상통화와 투기적 금융상품 광고를 전면 금지할 것"이라며 "자회사 유튜브도 이 같은 조치에 포함된다"고 밝혔다. 앞서 세계 최대 SNS 페이스북도 지난 1월 30일부터 가상통화 투자 혹은 가상통화공개(ICO)와 관련된 광고를 전면 중단했고 인스타그램 등 자회사 서비스에도 모두 적용됐다. 중국에서도 지난해 ICO 금지, 가상통화 거래사이트 운영 중단 등의 규제 강화 조처가 내려지면서 웨이보, 바이두 등 주요 인터넷 서비스에서 관련 광고가 자취를 감췄다. 구글이 시행하는 금지 조항은 상당히 폭넓은 단속으로 볼 수 있다. 구글의 디스플레이 광고는 검색 결과뿐 아니라 인터넷 전면적으로 보이고 있고, 디스플레이 네트워크는 다른 웹사이트를 비롯해 모바일 웹, 지메일, 구글 플레이, 유튜브 등 구글 소유의 플랫폼에서도 공유되고 광고를 게재한다. 따라서 오는 6월 구글의 관련 정책이 시행되면 비트코인 등의 가상화폐는 물론 이동욱이 등장하는 '코인원' 등의 거래소까지 가상화폐와 관련된 모든 제품이나 솔루션, 서비스 광고가 사라지게 된다.

## 자선 활동
2008년 9월 이동욱은 '러브 유어 바디(Love Your Body)' 캠페인에 참여해 재능 기부로 모델이 되어 사진 촬영을 했다. 이 캠페인은 젊은 여성들의 자궁암 발병률이 높아짐에 따라 저소득층 여성들을 위한 사전 방지차원의 전암단계 검사를 지원하고 대한암협회 자궁암 예방 기금으로 기부되는 캠페인이다.
2008년 12월 이동욱은 수익금 전액이 식량위기에 빠진 동아프리카 아이들의 생명을 구하는 '유니세프 영양실조 치료우유 보내기'에 사용되는 경매 캠페인에 애장품 기부로 참여했다.
2009년 7월 이동욱은 국제구호개발기구 월드비전을 통해 아프리카 스와질랜드 아동에게 10억 원 어치의 신발을 기부하는데 동참했다.
2011년 9월 이동욱은 ‘맨발의 청춘전’ 캠페인에 참여해 재능 기부로 모델이 되어 사진 촬영을 했다. 전시 및 바자를 통해 얻어진 수익금으로 비영리 자선단체인 ‘아름다운 가게’를 통해 신발을 신지 못하는 베트남 산간 지역 어린이들에게 신발을 기부하는 캠페인이다.
2012년 6월 이동욱은 유니세프가 ‘아프리카 아동의 날’을 맞아 개발도상국의 산모와 아기들을 돕기 위해 개최하는 바자회에 애장품 기부로 참여했다.
2012년 10월 이동욱은 유방암의 위험성과 검진의 필요성을 널리 알리고 여성들에게 유방암의 진단과 치료에 실질적이고 직접적인 도움을 주고자 열린 제7회 유방암 캠페인 'LOVE YOUR W'에 참석했다.
2012년 11월 이동욱은 '희망TV'의 국내 사회공헌의 일환으로 진행되는 야구 친선경기에 연예인 야구단 '한(恨)'의 선수로 참여했다. 야구로 아이들의 내일을 응원한다는 의도로 기획되었고, 지역아동센터의 구성원을 초대하는 경기이다.
2012년 12월 이동욱은 지구 온난화로 멸종 위기에 있는 북극곰을 살리기 위한 '북극곰 살리기(STPB, Save The Polar Bears) 프로젝트'에 참여해 재능 기부로 모델이 되어 사진 촬영을 했다. 수익금의 일부가 환경단체에 기부된다.
2013년 10월 이동욱은 야구를 통해 다문화 가정과 함께 공동체 인식을 공유하고 다문화 가정에 대한 편견 및 인식을 개선하고자 하는 취지로 진행되는 '다문화 가정과 함께하는 페리노배 제5회 한스타 연예인 야구대회'에 연예인 야구단 '한(恨)'의 선수로 참여했다.
2013년 10월 이동욱은 유방암의 위험성과 검진의 필요성을 널리 알리고 여성들에게 유방암의 진단과 치료에 실질적이고 직접적인 도움을 주고자 열린 제8회 유방암 캠페인 'LOVE YOUR W'에 참석했다.
2013년 11월 이동욱은 한국관광공사에서 제작하는 '해외여행 오디오 가이드'에 목소리 재능 기부로 음성 녹음에 참여했다.
2014년 2월 이동욱은 미혼모 사회복지시설인 '애란원'에 기부 물품을 보냈다.
2014년 12월 이동욱은 입양대상 아동과 미혼모를 위한 사랑의 사진전인 '천사들의 편지 12th Heart Beat'에 재능 기부로 모델이 되어 사진 촬영으로 참여했다. 사진가 조세현과 대한사회복지회가 진행하는 이 사진전은 입양에 대한 사회적 관심을 일깨우기 위해 2003년부터 시작하였다.
2015년 2월 이동욱은 중증건선질환을 중심으로 희귀·난치성질환자들의 애환과 올바른 질환 정보를 전달하기 위한 라디오 캠페인에 목소리 재능 기부로 참여했다. 한국희귀·난치성질환연합회 주최로 진행되고 자가면역질환이라 타인에게 전염되지 않는 질병임에도 전염 피부병으로 오해받는 중증건선 환자들의 사연과 경제적 부담으로 치료를 중단하는 어려운 상황 등이 소개되는 캠페인이다.
2017년 1월 이동욱은 모금액 전액이 세이브더칠드런에 기부되어 국내외 소외아동돕기에 쓰이는 '기브러브' 캠페인에 애장품 기부로 참여했다.
2017년 2월 이동욱은 유니세프 한국위원회의 '위액션' 캠페인에 참여했다. 이 캠페인은 유니세프를 통해 도움이 필요한 어린이들을 지켜달라는 메시지를 전하며, 후원자의 도움이 만들어 낸 보호시설, 구호 물품, 의료 지원, 학교가 어린이들을 지키게 되는 캠페인이다.
2017년 10월 이동욱은 판매기부금 전액이 아름다운 가게와 위스타트를 통해 저소득층 아동을 돕는데 쓰이는 위아자 나눔장터에 자신의 소장품 기증으로 동참했다.
2018년 1월 이동욱은 모금액 전액이 유니세프에 전달되어 기아 어린이 돕기에 사용되는 '기브러브'캠페인에 애장품 기부로 참여했다.
2018년 1월 이동욱은 '2018 평창 동계 패럴림픽'의 관심을 촉구 하고자 패럴림픽 경기의 티켓 1천장을 직접 구입하고, 3월 패럴림픽 기간에 진행되는 '무료 팬미팅' 참석 관객들에게 본인이 구입한 티켓 1천장을 지급한 후, 경기까지 함께 관람하며 국가적인 행사의 홍보에 동참했다. 또한 이동욱은 패럴림픽 성화 주자로 나서기도 하였고, 평창 패럴림픽의 평화 레거시 창출을 위한 '평화의 벽, 통합의 문' 캠페인에 참여하기도 했다.
2022년 3월 11일 이동욱이 경북 울진·강원 삼척 등 산불 피해 이웃돕기 성금 5천만원을 기부하며, 피해 주민들에 대한 따뜻한 마음을 함께 전달했다.
11일 희망브리지 전국재해구호협회는 이동욱이 산불 피해 이웃에 대한 긴급구호와 피해 복구를 위해 사용해 달라며 5천만원을 전해왔다고 밝혔다.

## 출연작
구미호뎐시즌1 구미호뎐1938 타인은 지옥이다 도깨비

## 수상 및 후보
| 연도 | 시상식                              | 부문                                  | 작품                       | 결과 | 출처    |
| ---- | ----------------------------------- | ------------------------------------- | -------------------------- | ---- | ------- |
| 1999 | V-NESS 전속 모델 선발 대회          | 대상                                  | 빈칸                       | 수상 | [ 241 ] |
| 2001 | 제9회 한국최고인기연예대상          | 신세대 연기자상                       | 빈칸                       | 수상 |         |
| 2002 | 제10회 한국최고인기연예대상         | 방송부문 신인상                       | 러빙유                     | 수상 |         |
| 2003 | SBS 연기대상                        | 뉴스타상                              | 술의 나라                  | 수상 | [ 242 ] |
| 2003 | SBS 연기대상                        | 조연상                                | 술의 나라                  | 후보 |         |
| 2007 | 제1회 대한민국 영화연기대상         | 남자신인상                            | 최강 로맨스                | 후보 | [ 243 ] |
| 2009 | KBS 연기대상                        | 미니시리즈 부문 남자 우수연기상       | 파트너                     | 후보 | [ 244 ] |
| 2011 | 제8회 중국 코스모폴리탄 뷰티 어워즈 | 아시아에서 가장 매력 있는 남자 배우상 | 빈칸                       | 수상 | [ 245 ] |
| 2011 | 제18회 한일문화대상                 | 문화외교부문 대상                     | 빈칸                       | 수상 | [ 246 ] |
| 2011 | SBS 연기대상                        | 10대스타상                            | 여인의 향기                | 수상 |         |
| 2011 | SBS 연기대상                        | 연속극부문 남자 최우수연기상          | 여인의 향기                | 수상 | [ 247 ] |
| 2012 | SBS 연예대상                        | MC부문 신인상                         | 강심장                     | 수상 | [ 248 ] |
| 2012 | SBS 연예대상                        | 베스트커플상(with 신동엽)             | 강심장                     | 수상 |         |
| 2012 | KBS 연기대상                        | 미니시리즈 부문 남자 우수연기상       | 난폭한 로맨스              | 후보 | [ 249 ] |
| 2013 | PC LADY & 투도우 패션 대전          | 아시아 패션 스타상                    | 빈칸                       | 수상 | [ 250 ] |
| 2013 | KBS 연기대상                        | 중편드라마 부문 남자 우수연기상       | 천명                       | 후보 | [ 251 ] |
| 2014 | 제9회 아시아 모델 시상식            | 패셔니스타상                          | 빈칸                       | 수상 | [ 252 ] |
| 2014 | 제3회 에이판 스타 어워즈            | 장편드라마 남자 최우수연기상          | 호텔킹                     | 후보 | [ 253 ] |
| 2014 | MBC 연기대상                        | 특별기획 부문 남자 최우수연기상       | 호텔킹                     | 후보 | [ 254 ] |
| 2017 | 2017 셀럽스픽 패셔니스타 어워즈     | 글로벌 아이콘 부문                    | 빈칸                       | 후보 | [ 255 ] |
| 2017 | 제5회 드라마피버 어워즈             | 남우조연상                            | 쓸쓸하고 찬란하神 - 도깨비 | 수상 | [ 256 ] |
| 2017 | 제10회 코리아 드라마 어워즈         | 남자 최우수연기상                     | 쓸쓸하고 찬란하神 - 도깨비 | 후보 | [ 257 ] |
| 2018 | 제13회 숨피 어워즈                  | 최우수조연상 남자부문                 | 쓸쓸하고 찬란하神 - 도깨비 | 수상 | [ 258 ] |
| 2018 | 제6회 아시아태평양 스타 어워즈      | 중편드라마부문 남자 최우수연기상      | 라이프                     | 후보 |         |
| 2018 | 제6회 아시아태평양 스타 어워즈      | 남자 케이스타인기상                   | 라이프                     | 후보 |         |
| 2021 | 제7회 아시아태평양 스타 어워즈      | 아이돌챔프 남자 인기상                | 빈칸                       | 후보 |         |
| 2023 | 제1회 핑계고 시상식                 | 이삭토스트 리얼 인기스타상 수상       |                            |      |         |
| 2023 | 제1회 핑계고 시상식                 | 대상                                  |                            |      |         |

## 같이 보기
- 시베리아